# Chia hết
Trong lý thuyết số, chia hết là một quan hệ hai ngôi trên tập các số nguyên. Quan hệ này cũng có thể mở rộng cho các phần tử trên một vành. Quan hệ chia hết gắn liền với nhiều khái niệm quan trọng trong lý thuyết số như số nguyên tố, hợp số, định lý cơ bản của số học... Để là một phép chia hết, phép chia đó phải được đáp ứng một yêu cầu: không có dư.

## Quan hệ chia hết trên tập số nguyên
Cho hai số nguyên a, b. Nếu tồn tại số nguyên q sao cho a=b.q thì ta nói rằng a chia hết cho b (ký hiệu {\displaystyle a~\vdots ~b}), hay b là ước của a (ký hiệu {\displaystyle b\mid a}). Khi đó người ta cũng gọi a là bội số (hay đơn giản là bội) của b, còn b là ước số (hay đơn giản là ước) của a.
Ví dụ: 15 = 3.5, nên 15 chia hết cho 3, 15 là bội của 3, 3 là ước của 15.
Đặc biệt, số 0 chia hết cho mọi số khác không, mọi số nguyên đều chia hết cho 1, mỗi số nguyên khác 0 chia hết cho chính nó. Chính từ đó, mọi số nguyên khác 1 có ít nhất hai ước là 1 và chính nó. Nếu số nguyên b|a thì số đối của nó -b cũng là ước của a. Do đó trong nhiều trường hợp, nếu n là số tự nhiên, người ta chỉ quan tâm tới các ước tự nhiên của n. Một số tự nhiên khác 1, có đúng hai ước tự nhiên là 1 và chính nó được gọi là số nguyên tố.
Các số tự nhiên lớn hơn 1, không là số nguyên tố được gọi là hợp số.
Một ước số của n được gọi là không tầm thường nếu nó khác 1, -1, n, -n. Số nguyên tố thì không có ước số không tầm thường. 1, -1, n, -n là các ước tầm thường của n.

## Định lý về phép chia có dư
Cho a, b là hai số nguyên (b khác 0), khi đó tồn tại duy nhất hai số nguyên q, r sao cho a= bq+r với 0 ≤ r <|b|. Ta có a là số bị chia, b là số chia, q là thương số và r là số dư. Khi chia a cho b có thể có số dư là 0; 1; 2;...; |b|-1. (Ký hiệu |b| là giá trị tuyệt đối của b.)
Đặc biệt nếu r = 0 thì a = bq, khi đó a chia hết cho b.

### Tính chất
a) Nếu {\displaystyle a~\vdots ~b} và {\displaystyle b~\vdots ~c} thì {\displaystyle a~\vdots ~c}.
b) Nếu {\displaystyle a~\vdots ~b}, {\displaystyle a~\vdots ~c} và ƯCLN(b,c)=1 thì {\displaystyle a~\vdots ~bc}.
c) Nếu {\displaystyle ab~\vdots ~c} và ƯCLN(b,c)=1 thì {\displaystyle a~\vdots ~c}.
d) Trong n số nguyên liên tiếp có một và chỉ một số chia hết cho n (n≥1).
Chứng minh: Lấy n số nguyên liên tiếp chia cho n thì được n số dư khác nhau từng đôi một. Trong đó có duy nhất một số dư bằng 0, tức là có duy nhất một số chia hết cho n.
e) Nếu {\displaystyle a~\vdots ~m} và {\displaystyle b~\vdots ~m} thì {\displaystyle (a+b)~\vdots ~m} và {\displaystyle (a-b)~\vdots ~m}.
Chứng minh: Vì {\displaystyle a~\vdots ~m} nên a=m.n1, vì {\displaystyle b~\vdots ~m} nên b=m.n2 (n1, n2 là các số nguyên).
Vậy a+b=m.(n1+n2) mà (n1+n2) là số nguyên nên {\displaystyle (a+b)~\vdots ~m}.

## Định lý cơ bản của số học
Định lý cơ bản của số học (hay định lý về sự phân tích duy nhất ra các thừa số nguyên tố) phát biểu như sau: Mọi số tự nhiên lớn hơn 1 có thể viết một cách duy nhất (không kể sự sai khác về thứ tự các thừa số) thành tích các thừa số nguyên tố, chẳng hạn
{\displaystyle 6936=2^{3}\times 3\times 17^{2},\,\!}
{\displaystyle 1200=2^{4}\times 3\times 5^{2}.\,\!}
Một cách tổng quát: Mọi số tự nhiên n lớn hơn 1, có thể viết duy nhất dưới dạng:
{\displaystyle n={p_{1}}^{\alpha _{1}}{p_{2}}^{\alpha _{2}}{\dots }{p_{k}}^{\alpha _{k}}}
trong đó {\displaystyle {p_{1}},{p_{2}},,{\dots },{p_{k}}} là các số nguyên tố. Vế phải của đẳng thức này được gọi là dạng phân tích tiêu chuẩn của n'.

## Tập hợp các ước tự nhiên của sốn

### Số các ước tự nhiên của số tự nhiênn
- Số các ước tự nhiên của số tự nhiên n ký hiệu là {\displaystyle \tau (n)}

Cho số tự nhiên n> 1 với dạng phân tích tiêu chuẩn như trên. Khi đó mỗi ước b của n có dạng:
{\displaystyle b={p_{1}}^{\beta _{1}}{p_{2}}^{\beta _{2}}{\dots }{p_{k}}^{\beta _{k}}}
trong đó {\displaystyle 0\leq \beta _{i}\leq \alpha _{i}} với mỗi {\displaystyle 1\leq i\leq k}.
Do đó số tất cả các ước tự nhiên của n là
{\displaystyle \tau (n)=(\beta _{1}+1)(\beta _{2}+1)\cdots (\beta _{k}+1),}
ví dụ: {\displaystyle 6936=2^{3}\times 3\times 17^{2},\,\!}, nên số 6936 có số các ước tự nhiên là (3+1).(1+1).(2+1)=24.

### Tổng các ước tự nhiên của số tự nhiênn
Tổng các ước tự nhiên của số tự nhiên n được ký hiệu là σ(n).
Công thức tính σ(n) như sau
{\displaystyle \sigma (n)={\frac {{p_{1}}^{\beta _{1}+1}-1}{{p_{1}}-1}}{\dot {\frac {{p_{2}}^{\beta _{2}+1}-1}{{p_{2}}-1}}}\dots {\frac {{p_{k}}^{\beta _{k}+1}-1}{{p_{k}}-1}}}
Xem thêm: Hàm tống các ước
Các ước tự nhiên khác chính nó của n được gọi là ước chân chính (hay ước thực sự) của n. Tổng các ước chân chính (hay thực sự) của n được ký hiệu là {\displaystyle s(n)}. Nếu tổng các ước chân chính của số tự nhiên n bằng chính n hay {\displaystyle s(n)=2n} thì n được gọi là số hoàn hảo.
Ví dụ:
Số 6 có các ước chân chính là 1,2, 3 và 6 = 1 + 2 + 3 nên 6 là số hoàn hảo.
Số 28 có các ước chân chính là 1,2, 4, 7, 14 và 28 = 1 + 2 + 4 + 7 + 14 nên 28 là số hoàn hảo.

## Quan hệ chia hết trong tập hợp số tự nhiênN{\displaystyle \mathbb {N} }
Quan hệ chia hết trong tập hợp số tự nhiên {\displaystyle \mathbb {N} } là một quan hệ thứ tự bộ phận.
Trong {\displaystyle \mathbb {N} }, với hai phần tử a, b bất kỳ, khác không, tồn tại phần tử d trong {\displaystyle \mathbb {N} } là cận dưới đúng của a và b theo quan hệ chia hết, nghĩa là
1. d|a và d|b; và
2. với mọi d' thỏa mãn 1. d'|a và d'|b thì d'|d.

Phần tử này chính là ƯCLN(a, b).
Tương tự, với hai số tự nhiên a, b bất kỳ, cùng khác không, tồn tại phần tử m trong {\displaystyle \mathbb {N} } là cận trên đúng của a và b theo quan hệ chia hết, nghĩa là
1. a|m và b|m; và
2. với mọi m' thỏa mãn 1. a|m' và b|m; thì m|m'.

Phần tử này chính là BCNN(a, b).
Nói cách khác, {\displaystyle \mathbb {N} } cùng với quan hệ chia hết tạo thành một dàn.